# Simba La Rue
Simba La Rue, pseudonimo di Mohamed Lamine Saida (Tunisi, 17 maggio 2002), è un rapper tunisino naturalizzato italiano.

## Biografia

### I problemi legali e l'esordio discografico
Nato a Tunisi, suo padre migra in Italia poco dopo la sua nascita e Saida, sua madre e i suoi due fratelli, Nadir e Adam, lo seguono nel 2009, ricongiungendosi a lui a Merone. A detta di Saida, il padre sarebbe stato un alcolista e avrebbe sempre avuto un comportamento abusivo nei confronti della moglie e dei figli, accuse confermate dall'arresto dell'uomo nel 2023 per violenza domestica.
Frequenta le scuole italiane fino alla seconda superiore, quando dopo un litigio durante uno stage per l'alternanza scuola lavoro con il datore decide di abbandonare gli studi. In seguito ad alcune rapine e reati minori, sua madre lo manda a vivere con una zia materna in Francia, a Nantes. Qui inizia a spacciare e, tornato in Italia, viene arrestato e recluso nel carcere minorile Cesare Beccaria di Milano. Più avanti è assegnato per il recupero a una comunità, da cui scappa rendendosi latitante. Dopo essersi costituito alle forze dell'ordine ha scontato il resto della pena nel carcere minorile, per poi essere trasferito nella comunità Kayros gestita da Don Claudio Burgio. Qui incontra e inizia a collaborare con il rapper Baby Gang, assieme al quale pubblica il suo singolo d'esordio Sacoche il 27 dicembre 2020, iniziando a farsi conoscere all'interno della scena drill italiana. Lo pseudonimo "Simba La Rue" deriva sia dall'appellativo "Leone", che gli dava uno zio, sia dal fatto che stava sempre "in strada" (il termine francese "rue" significa appunto "strada").
Rilasciato dalla comunità, cessa con l'abuso di psicofarmaci e pubblica i singoli Opinel, Tarantelle e Mask, che raggiungono oltre 30 milioni di streaming sulle piattaforme musicali. I tre singoli vengono raccolti nel suo EP d'esordio Crimi, uscito il 17 maggio 2022, e composto da 10 tracce, a cui collaborano i rapper Philip e Fresh laDouille. L'EP è stato certificato disco d'oro a metà 2023.

### Il dissing con Baby Touché e il secondo arresto
Nel 2022 inizia un dissing con il rapper Baby Touché, che dopo una lunga serie di provocazioni sui social porta al pestaggio di uno dei membri della crew di Simba, e culmina il 9 giugno in un'aggressione nei confronti del rapper padovano. Simba pubblica infatti sul suo profilo Instagram una serie di foto e video dove si vedono lui e i suoi amici all'interno di un'auto mentre prendono in giro Baby Touché, che appare sanguinante e scosso. Tre giorni dopo quattro uomini, tra cui il fratello di Baby Touchè, accoltellano La Rue in un parcheggio di Treviolo mentre riaccompagnava a casa la sua ragazza, Barbara Boscali, scoperta poi complice per vendicarsi di presunti abusi fisici, mai confermati, subiti da Saida. Il rapper è stato colpito in diversi punti delicati, tra cui il tendine femorale e il volto. Per questi fatti, denominati dagli inquirenti "faida tra rapper", è stato condannato in appello a 3 anni, 9 mesi e 10 giorni (la condanna in primo grado era di 4 anni). Ha trascorso quindi un periodo in comunità e successivamente soggetto a restrizioni personali, quali l'obbligo di firma e dimora.
Nella notte fra il 2 e il 3 luglio viene coinvolto in una sparatoria in Corso Como, a Milano, dove assieme a Baby Gang ferisce alle gambe due ragazzi senegalesi di una crew rivale utilizzando una pistola scacciacani modificata. Per questi fatti è stato arrestato e condannato in primo grado con rito abbreviato a 6 anni e 4 mesi con le accuse di rapina, rissa, lesioni gravi e trasporto abusivo d'arma da fuoco, pena poi ridotta a 4 anni e 6 mesi in appello dopo che l'accusa di rapina decadde.

### Tunnele il primo posto in classifica
Nel 2023 pubblica diversi inediti e varie collaborazioni fra cui Carne Halal con Baby Gang e Escomar, Spedizione punitiva con Neima Ezza e Nko, e Levante con Paky, che raggiunge i 12 milioni di streaming su Spotify, e Calcolatrici con Sfera Ebbasta, Geolier e Baby Gang, contenuto nell'album X2VR e certificato con 3 dischi di platino. Il 20 luglio il giudice allenta le misure cautelari nei sui confronti passando dagli arresti domiciliari all'obbligo di dimora e coprifuoco notturno.
Il 5 gennaio 2024 pubblica il suo album d'esordio Tunnel, a cui partecipano Guè, Ghali, Sfera Ebbasta, Baby Gang, Boy Mass, Paky e Tedua, che nella settimana d'esordio guadagna subito il primo posto della Classifica FIMI e viene certificato disco di platino.
Il tour promozionale dell'album è stato annullato in seguito a un nuovo arresto del rapper ad aprile 2024 per non aver rispettato le misure cautelari imposte, essendosi recato in orario notturno al kartodromo di Rozzano ed essere poi fuggito dopo aver causato un incidente con la sua vettura. Il 4 giugno il Tribunale del Riesame di Milano ha accolto la richiesta dell'avvocato del rapper e ha allentato le misure restrittive tornando al semplice obbligo di dimora. Il 13 ottobre si è esibito ai TIM Music Awards 2024, dove è stato premiato per il disco di platino dell'album Tunnel, cantando il singolo Assistente sociale assieme a Baby Gang.
L'edizione deluxe di Tunnel, intitolata Esci dal Tunnel e contenente dieci tracce e le collaborazioni di Guè, Tedua, Sfera Ebbasta, Ghali, Paky, Baby Gang ed Escomar, è stata pubblicata il 18 ottobre 2024, anticipata dall'uscita dei singoli 40 gradi e VRP a settembre.
Nel gennaio 2025 è uscito Ayahuasca, un duetto con Tony Boy, il primo brano dell'artista a esordire in vetta alla Top Singoli. Rilascia poi il singolo Cazzi Miei e compare nel singolo Madama di Escomar e Nord Africano di 3robi. Ad aprile dello stesso anno, dopo la sentenza definitiva della Cassazione, viene arrestato dalla polizia mentre si trovava a Barcellona e portato in carcere per scontare una pena complessiva di oltre sette anni. Il 23 maggio 2025 pubblica il singolo Opere d'Arte.

## Discografia

### Album in studio
- 2024 – Tunnel

### EP
- 2022 – Crimi

### Singoli

#### Come artista principale
- 2020 – Sacoche (feat. Baby Gang)
- 2021 – Louis V
- 2021 – Cagoule
- 2021 – Banlieue (feat. Baby Gang e Philip)
- 2021 – Opinel
- 2022 – Tarantelle
- 2022 – Mask
- 2022 – Suite hotel
- 2022 – Dettaglio
- 2023 – Brutte cose (feat. Minur)
- 2023 – Batman (con el 3askar)
- 2023 – Son fatto così
- 2023 – Taf Taf
- 2023 – Levante (feat. Paky)
- 2023 – Agitato
- 2024 – Triste
- 2024 – Copacabana
- 2024 – 40 gradi
- 2024 – VRP
- 2025 – Ayahuasca (feat. Tony Boy)
- 2025 – Cazzi miei
- 2025 – Opere d’arte

#### Come artista ospite
- 2021 – Glide (Keta feat. Simba La Rue)
- 2021 – Bandito (Il Ghost feat. Simba La Rue)
- 2021 – Piazza di spaccio (167 Gang feat. Simba La Rue)
- 2021 – TN (Samy feat. Simba La Rue e Keta)
- 2021 –  Go Go Jack (Minur feat. Simba La Rue)
- 2021 – Pudini #2 (Philip feat. Simba La Rue)
- 2022 – Haram (Baby Gang feat. Simba La Rue e Kenem)
- 2022 – Chinga (Rondodasosa feat. Simba La Rue)
- 2023 – Fratello mio (Escomar feat. Baby Gang e Simba La Rue)
- 2023 – Spedizione punitiva (Neima Ezza feat. Simba La Rue)
- 2023 – Carne Halal (Escomar feat. Baby Gang & Simba La Rue)
- 2024 – Tekken (Niky Savage feat. Simba La Rue)
- 2024 – Butterfly (Emis Killa feat. Simba La Rue)
- 2024 – X-ADV (Vale Lambo feat. Simba La Rue)
- 2024 – Drip (Néza feat. Simba La Rue)
- 2025 – Gangsta Shit (Paky feat. Simba La Rue)

### Collaborazioni
- 2023 – Bentley (Baby Gang feat. Simba La Rue e J Lord)
- 2023 – Calcolatrici (Sfera Ebbasta feat. Geolier, Baby Gang e Simba La Rue)
- 2023 – Machiavelli (Ghali feat. Simba La Rue)
- 2024 – Denaro (Kid Yugi feat. Simba La Rue)
- 2024 – Carrara (Tony Effe feat. Simba La Rue)
- 2024 – Spendere (Astro feat. Simba La Rue)
- 2024 – Rito breve (Night Skinny feat. Noyz Narcos, Geolier e Simba La Rue)
- 2024 – Bad mood (Lele Blade feat. Simba La Rue)
- 2024 – Piazza di spaccio 2 (167 Gang feat. Simba La Rue)
- 2025 – Madama (Escomar feat. Simba La Rue)
- 2025 – Nord africano (3robi feat. Simba La Rue)
- 2025 – Miami Vice (Luchè feat. Sfera Ebbasta e Simba La Rue)
- 2025 – Oppio (Tony Boy feat. Simba La Rue)